# Семейство Гриква
Семейство Гриква — это небольшая группа астероидов, расположенное в главном поясе. Астероиды данного семейства характеризуются орбитами с большими полуосями от 3,1 до 3,27 а. е. и довольно высоким эксцентриситетом, не менее 0,35. Семейство обязано своим названием астероиду (1362) Гриква.
Таким значительным эксцентриситетом эти астероиды обязаны планете-гиганту Юпитеру. Астероиды семейства Гриква являются одними из тех немногих астероидов, которые находятся в крайне малонаселённой области главного пояса, для которой характерен сильнейший орбитальный резонанс с Юпитером 2:1, где на два оборота астероида вокруг Солнца приходится один оборот Юпитера. То есть через каждые два года происходят тесные сближения этих астероидов с Юпитером, во время которых он оказывает на них сильнейшее гравитационное воздействие, что и приводит к постепенному нарастанию эксцентриситета. По этой причине орбиты астероидов данного семейства крайне неустойчивы. В течение ближайших тысячелетий их эксцентриситет будет и дальше нарастать, пока они не начнут пересекать орбиты Марса или Юпитера, после чего они будут либо выброшены с этих орбит и перейдут на более стабильные, либо станут спутниками одной из планет.

## Крупнейшие астероиды этого семейства
| Имя               | Диаметр | Большая полуось | Наклонение орбиты | Эксцентриситет орбиты | Год открытия |
| ----------------- | ------- | --------------- | ----------------- | --------------------- | ------------ |
| (1362) Гриква     | 29,9 км | 3,220 а. е.     | 24,208 °          | 0,370                 | 1935         |
| (1921) Пала       | ?       | 3,283 а. е.     | 19,262 °          | 0,393                 | 1973         |
| (1922) Зулу       | ?       | 3,238 а. е.     | 35,427 °          | 0,481                 | 1949         |
| (3688) Наваё      | ?       | 3,225 а. е.     | 2,558 °           | 0,478                 | 1981         |
| (4177) Кохман     | ?       | 3,305 а. е.     | 17,167 °          | 0,284                 | 1987         |
| (8373) Стивенгулд | ?       | 3,284 а. е.     | 40,773 °          | 0,553                 | 1992         |